# Inés Bortagaray
Inés Bortagaray (Salto, 1975) é uma escritora e roteirista uruguaia.
Seu primeiro livro, Ahora tendré que matarte, foi uma coletânea de contos publicada em 2001. Prontos, listos, ya (2006) foi publicado no Brasil com o título Um, dois e já.
Foi co-roteirista dos filmes Una novia errante, de Ana Katz (Argentina, 2007), La vida útil, de Federico Veiroj (Uruguai, 2010) e Mujer conejo, de Verónica Chen (Argentina, 2013).

## Obras
- Ahora tendré que matarte (2001) - contos
- Um, dois e já - no original Prontos, listos, ya (2006) - romance
- Cuántas aventuras nos aguardan (2018) - romance